# مسابقات باشگاهی قهرمانی آسیا ۱۹۷۲
مسابقات باشگاهی قهرمانی آسیا ١٩٧٢ دوره‌ای از رقابت‌های مسابقات باشگاهی قهرمانی آسیا بود که در آن ۷ تیم برتر آسیا متشکل از ۳ تیم از شرق و ۴ تیم از غرب حضور داشتند. تیم‌های القادسیه کویت و ریسینگ بیروت به دلیل حاضر نشدن مقابل مکابی نتانیا انصراف دادند و تیم هنگ کنگ رنجرز هم به دلایلی انصراف داد. دیگر تیم‌های این تورنمت مکابی نتانیا و پرسپولیس  و دانشگاه کره جنوبی و پورت تایلند بودند. سرانجام در حالی که فقط ۴ تیم باقی مانده بودند مسابقات لغو شد.

## تیم های حاضر در مسابقات
| تیم          | روش حضور                                   |
| ------------ | ------------------------------------------ |
| پرسپولیس     | قهرمان جام منطقه‌ای ایران ۱۹۷۱              |
| مکابی نتانیا | قهرمان لیگ لئومیت ۷۱–۱۹۷۰                  |
| القادسیه     | قهرمان لیگ برتر کویت ۷۱–۱۹۷۰               |
| پورت         | قهرمان جام ملکه ۱۹۷۱                       |
| دانشگاه      | قهرمان مسابقات قهرمانی ملی فوتبال کره ۱۹۷۱ |
| ریسینگ بیروت | قهرمان لیگ برتر لبنان ۷۰–۱۹۶۹              |
| رنجرز        | قهرمان لیگ دسته اول هنگ کنگ ۷۱–۱۹۷۰        |

## گروه‌ها

### گروه A
| تیم          |
| ------------ |
| مکابی نتانیا |
| رنجرز        |
| دانشگاه      |

### گروه B
| تیم          |
| ------------ |
| پرسپولیس     |
| پورت         |
| القادسیه     |
| ریسینگ بیروت |